# George Moncur
George Anthony Moncur (né le 18 août 1993 à Swindon) est un footballeur anglais. Il évolue au poste de milieu de terrain avec le club de Ebbsfleet United FC en prêt de Leyton Orient.
Il est le fils de John Moncur.

## Biographie
Lors de la saison 2015-2016, il inscrit 12 buts en troisième division anglaise avec l'équipe de Colchester United.
Le 29 juin 2022, il rejoint Leyton Orient.
Le 20 août 2024, il est prêté à Southend United FC
 qui évolue en National League.

## Palmarès

### En club
- Luton Town
  - Champion de League One (D3) en 2019

- Barnsley
  - Vice-champion de League One (D3) en 2019

- Leyton Orient
  - Champion de la League Two (D4) en 2023